# Serie A2 1995-1996 (rugby a 15)
La serie A2 1995-96 fu il 62º campionato di seconda divisione di rugby a 15 in Italia.
Si tenne dal 17 settembre 1995 al 31 marzo 1996 tra 18 squadre ripartite in 2 gironi paritetici da 9 squadre ciascuna nella prima fase, che servì a determinare la composizione dei gironi della seconda fase con cui furono stabilite promozioni e retrocessioni.
Il campionato non ebbe un vincitore ma designò solamente due squadre promosse - alla testa delle proprie rispettive poule promozione - che parteciparono anche ai play-off scudetto della serie A1 di quella stessa stagione: si trattò del Bologna, già in passato più volte militante in prima divisione, e i laziali del Colleferro, al loro esordio assoluto nel massimo campionato a fine stagione.
In serie B retrocedettero Casale, Frascati, Modena e Rieti.

## Squadre partecipanti

### Girone A
| Club       | Sponsor     | Città           | Impianto interno   |
| ---------- | ----------- | --------------- | ------------------ |
| Casale     |             | Casale sul Sile | Stadio Eugenio     |
| Colleferro | Serenissima | Colleferro      | Stadio Natali      |
| CUS Genova |             | Genova          | Stadio Carlini     |
| Frascati   |             | Frascati        | Stadio di Cocciano |
| Modena     | Donelli     | Modena          | tadio Collegarola  |
| Paese      |             | Paese           | Stadio Visentin    |
| Partenope  |             | Napoli          | Stadio Collana     |
| Segni      |             | Segni           |                    |
| Tarvisium  | Tegolaia    | Treviso         | Campo San Paolo    |

### Girone B
| Club       | Sponsor   | Città   | Impianto interno        |
| ---------- | --------- | ------- | ----------------------- |
| Brescia    |           | Brescia | Stadio Invernici        |
| Bologna    | Deltalat  | Bologna | Stadio Arcoveggio       |
| CUS Padova |           | Padova  | Stadio Eugenio          |
| Fiamme Oro |           | Roma    | C.S. P.S. Ponte Galeria |
| Noceto     | Skg       | Noceto  | Stadio Nando Capra      |
| Parma      | CariParma | Parma   | Stadio f.lli Cervi      |
| Rieti      |           | Rieti   | Stadio Iacoboni         |
| Viadana    | Arix      | Viadana | Stadio Zaffanella       |
| Zagara     |           | Catania | Stadio Goretti          |

## Formula
Nella prima fase le 18 squadre furono ripartite su due gironi all'italiana da 9 squadre ciascuno, in ognuno delle quali esse si incontrarono con gare di andata e ritorno.
Al termine della prima fase, la prima e la quarta di uno dei due gironi andarono a formare insieme alla seconda e alla terza dell'altro girone una delle due poule promozione; lo stesso avvenne con le altre quattro squadre residue che composero l'altra poule; parimenti, la quinta, la settima e la nona classificata di ciascun girone furono abbinati alla sesta e all'ottava dell'altro girone per formare le due poule salvezza.
Non vi furono finali per decidere vincitori del torneo: la squadra vincitrice di ciascuna delle due poule promozione fu ammessa in serie A1 per la stagione successiva e partecipò ai play-off scudetto della stagione in corso; le ultime due di ciascuna poule salvezza retrocedettero in serie B.

## Prima fase

### Girone A
|       | 1ª/10ª giornata        |       |
| ----- | ---------------------- | ----- |
| 19-31 | Partenope - Segni      | 5-19  |
| 16-22 | Tarvisium - Paese      | 16-30 |
| 33-26 | Casale - CUS Genova    | 6-38  |
| 26-19 | Colleferro - Frascati  | 28-12 |
| Rip.  | Modena                 |       |
|       |                        |       |
|       | 4ª/13ª giornata        |       |
| 29-12 | Paese - Modena         | 8-6   |
| 17-6  | Colleferro - Tarvisium | 9-14  |
| 21-14 | Frascati - Segni       | 6-26  |
| 15-0  | CUS Genova - Partenope | 35-5  |
| Rip.  | Casale                 |       |
|       |                        |       |
|       | 7ª/16ª giornata        |       |
| 21-29 | Partenope - Tarvisium  | 22-29 |
| 23-8  | Modena - Colleferro    | 0-35  |
| 18-5  | Frascati - Casale      | 13-41 |
| 19-18 | Segni - CUS Genova     | 14-32 |
| Rip.  | Paese                  |       |

|       | 2ª/11ª giornata         |       |
| ----- | ----------------------- | ----- |
| 12-19 | CUS Genova - Colleferro | 29-31 |
| 21-16 | Segni - Modena          | 21-29 |
| 12-18 | Frascati - Partenope    | 21-29 |
| 50-7  | Paese - Casale          | 20-13 |
| Rip.  | Tarvisium               |       |
|       |                         |       |
|       | 5ª/14ª giornata         |       |
| 33-24 | Partenope - Colleferro  | 9-20  |
| 22-3  | Tarvisium - Casale      | 37-7  |
| 22-14 | Modena - CUS Genova     | 25-38 |
| 23-18 | Segni - Paese           | 7-37  |
| Rip.  | Frascati                |       |
|       |                         |       |
|       | 8ª/17ª giornata         |       |
| 8-20  | Casale - Modena         | 10-20 |
| 43-6  | CUS Genova - Frascati   | 43-29 |
| 36-0  | Tarvisium - Segni       | 9-17  |
| 24-21 | Colleferro - Paese      | 7-34  |
| Rip.  | Partenope               |       |

|       | 3ª/12ª giornata        |       |
| ----- | ---------------------- | ----- |
| 11-12 | Casale - Colleferro    | 11-28 |
| 42-23 | Modena - Frascati      | 27-8  |
| 0-22  | Partenope - Paese      | 3-52  |
| 40-20 | Tarvisium - CUS Genova | 39-26 |
| Rip.  | Segni                  |       |
|       |                        |       |
|       | 6ª/15ª giornata        |       |
| 40-16 | Paese - Frascati       | 28-16 |
| 43-23 | Tarvisium - Modena     | 12-10 |
| 13-30 | Casale - Partenope     | 13-30 |
| 16-17 | Colleferro - Segni     | 13-11 |
| Rip.  | CUS Genova             |       |
|       |                        |       |
|       | 9ª/18ª giornata        |       |
| 38-20 | Paese - CUS Genova     | 28-28 |
| 15-14 | Modena - Partenope     | 18-14 |
| 22-29 | Frascati - Tarvisium   | 13-41 |
| 35-13 | Segni - Casale         | 12-3  |
| Rip.  | Colleferro             |       |

#### Classifica
|  |    | Squadra    | G  | V  | N | P  | PF  | PS  | P±   | B | Pen | Pt |
|  | -- | ---------- | -- | -- | - | -- | --- | --- | ---- | - | --- | -- |
|  | 1. | Paese      | 16 | 13 | 1 | 2  | 477 | 214 | 263  | 0 | 0   | 27 |
|  | 2. | Colleferro | 16 | 11 | 0 | 5  | 317 | 262 | 55   | 0 | 0   | 22 |
|  | 3. | Tarvisium  | 16 | 12 | 0 | 4  | 418 | 262 | 156  | 0 | 2   | 22 |
|  | 4. | Segni      | 16 | 10 | 0 | 6  | 287 | 291 | −4   | 0 | 0   | 20 |
|  | 5. | Modena     | 16 | 9  | 0 | 7  | 308 | 306 | 2    | 0 | 0   | 18 |
|  | 6. | CUS Genova | 16 | 7  | 1 | 8  | 437 | 354 | 83   | 0 | 0   | 15 |
|  | 7. | Partenope  | 16 | 5  | 0 | 11 | 252 | 368 | −116 | 0 | 5   | 5  |
|  | 8. | Casale     | 16 | 2  | 0 | 14 | 197 | 411 | −214 | 0 | 0   | 4  |
|  | 9. | Frascati   | 16 | 2  | 0 | 14 | 255 | 480 | −225 | 0 | 0   | 4  |

### Girone B
|       | 1ª/10ª giornata      |       |
| ----- | -------------------- | ----- |
| 6-6   | Zagara - Viadana     | 11-42 |
| 3-42  | Noceto - Bologna     | 16-15 |
| 6-10  | Rieti - Fiamme Oro   | 16-49 |
| 16-9  | Brescia - CUS Padova | 14-19 |
| Rip.  | Parma                |       |
|       |                      |       |
|       | 4ª/13ª giornata      |       |
| 32-23 | Bologna - Brescia    | 19-16 |
| 14-20 | Fiamme Oro - Parma   | 13-15 |
| 36-26 | Noceto - Zagara      | 15-24 |
| 30-9  | Viadana - CUS Padova | 20-24 |
| Rip.  | Rieti                |       |
|       |                      |       |
|       | 7ª/16ª giornata      |       |
| 32-25 | Brescia - Zagara     | 37-25 |
| 30-10 | Viadana - Bologna    | 32-23 |
| 40-20 | Parma - Rieti        | 14-20 |
| 32-25 | CUS Padova - Noceto  | 12-11 |
| Rip.  | Fiamme Oro           |       |

|       | 2ª/11ª giornata         |       |
| ----- | ----------------------- | ----- |
| 46-30 | Viadana - Brescia       | 12-31 |
| 16-14 | CUS Padova - Parma      | 32-22 |
| 46-6  | Bologna - Rieti         | 15-21 |
| 9-6   | Fiamme Oro - Zagara     | 16-9  |
| Rip.  | Noceto                  |       |
|       |                         |       |
|       | 5ª/14ª giornata         |       |
| 28-6  | Zagara - Rieti          | 7-25  |
| 26-25 | Brescia - Noceto        | 16-23 |
| 13-18 | Parma - Bologna         | 19-26 |
| 18-15 | CUS Padova - Fiamme Oro | 0-38  |
| Rip.  | Viadana                 |       |
|       |                         |       |
|       | 8ª/17ª giornata         |       |
| 28-13 | Bologna - Fiamme Oro    | 3-13  |
| 9-6   | Noceto - Viadana        | 9-20  |
| 6-44  | Rieti - CUS Padova      | 6-25  |
| 51-28 | Zagara - Parma          | 31-53 |
| Rip.  | Brescia                 |       |

|       | 3ª/12ª giornata      |       |
| ----- | -------------------- | ----- |
| 18-17 | Brescia - Fiamme Oro | 30-29 |
| 17-25 | Parma - Viadana      | 25-23 |
| 5-34  | Rieti - Noceto       | 23-39 |
| 8-21  | Zagara - Bologna     | 6-46  |
| Rip.  | CUS Padova           |       |
|       |                      |       |
|       | 6ª/15ª giornata      |       |
| 28-10 | Bologna - CUS Padova | 11-24 |
| 18-17 | Fiamme Oro - Viadana | 34-22 |
| 22-3  | Noceto - Parma       | 7-17  |
| 9-13  | Rieti - Brescia      | 0-58  |
| Rip.  | Zagara               |       |
|       |                      |       |
|       | 9ª/18ª giornata      |       |
| 27-3  | Fiamme Oro - Noceto  | 39-8  |
| 50-20 | Viadana - Rieti      | 21-13 |
| 22-20 | Parma - Brescia      | 8-40  |
| 24-19 | CUS Padova - Zagara  | 19-28 |
| Rip.  | Bologna              |       |

#### Classifica
|  |    | Squadra    | G  | V  | N | P  | PF  | PS  | P±   | B | Pen | Pt |
|  | -- | ---------- | -- | -- | - | -- | --- | --- | ---- | - | --- | -- |
|  | 1. | CUS Padova | 16 | 11 | 0 | 5  | 317 | 303 | 14   | 0 | 0   | 22 |
|  | 2. | Bologna    | 16 | 10 | 0 | 6  | 383 | 253 | 130  | 0 | 0   | 20 |
|  | 3. | Fiamme Oro | 16 | 10 | 0 | 6  | 354 | 219 | 135  | 0 | 0   | 20 |
|  | 4. | Brescia    | 16 | 10 | 0 | 6  | 420 | 320 | 100  | 0 | 0   | 20 |
|  | 5. | Viadana    | 16 | 9  | 1 | 6  | 402 | 289 | 113  | 0 | 0   | 19 |
|  | 6. | Noceto     | 16 | 7  | 0 | 9  | 287 | 333 | −46  | 0 | 0   | 14 |
|  | 7. | Parma      | 16 | 7  | 0 | 9  | 330 | 378 | −48  | 0 | 4   | 10 |
|  | 8. | Zagara     | 16 | 4  | 1 | 11 | 311 | 415 | −104 | 0 | 0   | 9  |
|  | 9. | Rieti      | 16 | 3  | 0 | 13 | 202 | 493 | −291 | 0 | 0   | 6  |

## Seconda fase

### Poule salvezza 1
|       | 1ª/6ª giornata     |       |
| ----- | ------------------ | ----- |
| 32-19 | Noceto - Partenope | 15-16 |
| 24-26 | Frascati - Modena  | 12-26 |
| Rip.  | Zagara             |       |
|       |                    |       |
|       | 4ª/9ª giornata     |       |
| 25-6  | Noceto - Frascati  | 16-10 |
| 16-13 | Zagara - Modena    | 8-30  |
| Rip.  | Partenope          |       |

|       | 2ª/7ª giornata       |       |
| ----- | -------------------- | ----- |
| 11-10 | Partenope - Frascati | 15-15 |
| 23-17 | Zagara - Noceto      | 22-14 |
| Rip.  | Modena               |       |
|       |                      |       |
|       | 5ª/10ª giornata      |       |
| 18-24 | Modena - Noceto      | 8-15  |
| 22-20 | Partenope - Zagara   | 6-21  |
| Rip.  | Frascati             |       |

|       | 3ª/8ª giornata     |       |
| ----- | ------------------ | ----- |
| 12-6  | Modena - Partenope | 11-17 |
| 15-14 | Frascati - Zagara  | 19-44 |
| Rip.  | Noceto             |       |

#### Classifica
|  |    | Squadra   | G | V | N | P | PF  | PS  | P±  | B | Pt |
|  | -- | --------- | - | - | - | - | --- | --- | --- | - | -- |
|  | 1. | Zagara    | 8 | 5 | 0 | 3 | 168 | 136 | 32  | 0 | 10 |
|  | 2. | Noceto    | 8 | 5 | 0 | 3 | 158 | 122 | 36  | 0 | 10 |
|  | 3. | Partenope | 8 | 4 | 1 | 3 | 112 | 136 | −24 | 0 | 9  |
|  | 4. | Modena    | 8 | 4 | 0 | 4 | 144 | 122 | 22  | 0 | 8  |
|  | 5. | Frascati  | 8 | 1 | 1 | 6 | 111 | 177 | −66 | 0 | 3  |

### Poule salvezza 2
|       | 1ª/6ª giornata      |       |
| ----- | ------------------- | ----- |
| 25-6  | Viadana - Casale    | 7-16  |
| 17-24 | Parma - CUS Genova  | 28-19 |
| Rip.  | Rieti               |       |
|       |                     |       |
|       | 4ª/9ª giornata      |       |
| 27-15 | CUS Genova - Casale | 18-19 |
| 55-5  | Parma - Rieti       | 20-9  |
| Rip.  | Viadana             |       |

|       | 2ª/7ª giornata       |       |
| ----- | -------------------- | ----- |
| 15-25 | CUS Genova - Viadana | 27-13 |
| 14-16 | Casale - Rieti       | 13-15 |
| Rip.  | Parma                |       |
|       |                      |       |
|       | 5ª/10ª giornata      |       |
| 15-10 | Casale - Parma       | 13-14 |
| 3-50  | Rieti - Viadana      | 14-30 |
| Rip.  | CUS Genova           |       |

|       | 3ª/8ª giornata     |       |
| ----- | ------------------ | ----- |
| 19-15 | Viadana - Parma    | 13-34 |
| 21-24 | Rieti - CUS Genova | 9-35  |
| Rip.  | Casale             |       |

#### Classifica
|  |    | Squadra    | G | V | N | P | PF  | PS  | P±   | B | Pen | Pt |
|  | -- | ---------- | - | - | - | - | --- | --- | ---- | - | --- | -- |
|  | 1. | Parma      | 8 | 5 | 0 | 3 | 193 | 117 | 76   | 0 | 0   | 10 |
|  | 2. | CUS Genova | 8 | 5 | 0 | 3 | 189 | 147 | 42   | 0 | 0   | 10 |
|  | 3. | Viadana    | 8 | 5 | 0 | 3 | 182 | 130 | 52   | 0 | 1   | 9  |
|  | 4. | Casale     | 8 | 3 | 0 | 5 | 111 | 132 | −21  | 0 | 0   | 6  |
|  | 5. | Rieti      | 8 | 2 | 0 | 6 | 92  | 241 | −149 | 0 | 0   | 4  |

|       | 1ª/4ª giornata       |       |
| ----- | -------------------- | ----- |
| 18-11 | Bologna - Fiamme Oro | 12-21 |
| 6-31  | Segni - Paese        | 7-87  |
|       |                      |       |
|       | 2ª/5ª giornata       |       |
| 83-8  | Bologna - Segni      | 27-10 |
| 17-30 | Fiamme Oro - Paese   | 23-25 |
|       |                      |       |
|       | 3ª/6ª giornata       |       |
| 13-16 | Paese - Bologna      | 16-22 |
| 3-34  | Segni - Fiamme Oro   | 21-19 |

|  |    | Squadra    | G | V | N | P | PF  | PS  | P±   | B | Pt |
|  | -- | ---------- | - | - | - | - | --- | --- | ---- | - | -- |
|  | 1. | Bologna    | 6 | 5 | 0 | 1 | 178 | 79  | 99   | 0 | 10 |
|  | 2. | Paese      | 6 | 4 | 0 | 2 | 202 | 91  | 111  | 0 | 8  |
|  | 3. | Fiamme Oro | 6 | 2 | 0 | 4 | 125 | 109 | 16   | 0 | 4  |
|  | 4. | Segni      | 6 | 1 | 0 | 5 | 55  | 281 | −226 | 0 | 2  |

|       | 1ª/4ª giornata          |       |
| ----- | ----------------------- | ----- |
| 19-20 | CUS Padova - Colleferro | 0-9   |
| 23-14 | Tarvisium - Brescia     | 16-22 |
|       |                         |       |
|       | 2ª/5ª giornata          |       |
| 27-12 | Colleferro - Tarvisium  | 11-15 |
| 13-10 | Brescia - CUS Padova    | 11-15 |
|       |                         |       |
|       | 3ª/6ª giornata          |       |
| 21-5  | Colleferro - Brescia    | 29-23 |
| 13-23 | Tarvisium - CUS Padova  | 30-26 |

|  |    | Squadra    | G | V | N | P | PF  | PS  | P±  | B | Pt |
|  | -- | ---------- | - | - | - | - | --- | --- | --- | - | -- |
|  | 1. | Colleferro | 6 | 5 | 0 | 1 | 117 | 74  | 43  | 0 | 10 |
|  | 2. | Tarvisium  | 6 | 3 | 0 | 3 | 109 | 123 | −14 | 0 | 6  |
|  | 3. | CUS Padova | 6 | 2 | 0 | 4 | 93  | 96  | −3  | 0 | 4  |
|  | 4. | Brescia    | 6 | 2 | 0 | 4 | 88  | 114 | −26 | 0 | 4  |

## Verdetti
- Bologna e Colleferro: ammesse ai playoff scudetto serie A1 1995-96
- Bologna e Colleferro: promosse in serie A1 1996-97
- Casale, Frascati, Modena e Rieti: retrocesse in serie B 1996-97